# Eltmann
Eltmann település Németországban, azon belül Bajorországban. Lakosainak száma 5538 fő (2023. december 31.).

## Népesség
A település népessége az elmúlt években az alábbi módon változott:
| Lakosok száma | 1504 | 3060 | 4549 | 4982 | 5296 | 5237 | 5256 | 5238 | 5372 | 5538 |
|               | 1875 | 1950 | 1975 | 1987 | 2012 | 2014 | 2016 | 2017 | 2021 | 2023 |